# 安德鲁·哈里森 (轮椅橄榄球运动员)
安德鲁·哈里森（英語：Andrew Harrison，1987年6月7日—），澳大利亚男子轮椅橄榄球运动员。他曾代表澳大利亚参加2012年、2016年和2020年夏季残疾人奥林匹克运动会轮椅橄榄球比赛，获得二枚金牌。